# ラディージン
ラディージン（ウクライナ語: Ладижин）はウクライナのヴィーンヌィツャ州ラディージン地区にある都市。南ブーフ川の河岸に位置する。都市の高さは海抜174 mである。面積は9 km²。人口は24,033人 (2022年1月1日)。
ラディージンは14世紀に創建された。史料では1260年から見られる。1973年に市制施行された。
市内ではラディージン駅がある。首都キエフまでの直線距離は216 kmであるが、車道で267 kmとなっている。州庁所在地までの直線距離は84 km、車道で114 kmとなっている。ラディージンの日は、8月24日となっている。